# Campeonato Panamericano Junior de Hockey Sobre Césped Masculino de 1996
El Campeonato Panamericano Junior de Hockey Sobre Césped de 1996 fue la sexta edición del torneo continental para menores de 21 años. Se llevó a cabo entre el 31 de octubre y el 8 de noviembre de 1996 en Bridgetown, Barbados.
El campeón, Argentina, que ganó la final y el subcampeón, Cuba clasificaron al Mundial Junior 1997.

## Primera fase
– Clasificado a la Final.
     – Jugaron el partido por el 3° lugar.

     – Jugaron del 5° al 8° lugar.
     - Jugaron por el 9° lugar.

### Grupo A
| Equipo         | J | G | E | P | GF | GC | DG  | Pts |
| -------------- | - | - | - | - | -- | -- | --- | --- |
| Argentina      | 4 | 4 | 0 | 0 | 36 | 0  | +36 | 12  |
| Chile          | 4 | 2 | 1 | 1 | 9  | 9  | 0   | 7   |
| Barbados       | 4 | 1 | 2 | 1 | 5  | 12 | -7  | 5   |
| Venezuela      | 4 | 1 | 1 | 2 | 6  | 17 | -11 | 4   |
| Estados Unidos | 4 | 0 | 0 | 4 | 5  | 23 | -18 | 0   |

| ? | Barbados | 2:1 | Estados Unidos |  |  |

| ? | Chile | 3:1 | Venezuela |  |  |

| ? | Argentina | 8:0 | Barbados |  |  |

| ? | Chile | 4:1 | Estados Unidos |  |  |

| ? | Argentina | 5:0 | Chile |  |  |

| ? | Barbados | 1:1 | Venezuela |  |  |

| ? | Argentina | 13:0 | Estados Unidos |  |  |

| ? | Barbados | 2:2 | Chile |  |  |

| ? | Venezuela | 4:3 | Estados Unidos |  |  |

| ? | Argentina | 10:0 | Venezuela |  |  |

### Grupo B
| Equipo            | J | G | E | P | GF | GC | DG  | Pts |
| ----------------- | - | - | - | - | -- | -- | --- | --- |
| Cuba              | 4 | 3 | 1 | 0 | 32 | 6  | +26 | 10  |
| Canadá            | 4 | 3 | 1 | 0 | 20 | 3  | +17 | 9   |
| México            | 4 | 1 | 1 | 2 | 10 | 17 | -7  | 4   |
| Trinidad y Tobago | 4 | 1 | 1 | 2 | 8  | 17 | -9  | 4   |
| Guyana            | 4 | 0 | 0 | 4 | 4  | 31 | -27 | 0   |

| 30 de octubre de 1996 | Canadá | 4:1 | México |  |  |

| ? | Cuba | 7:1 | Trinidad y Tobago |  |  |

| 1 de noviembre de 1996 | Guyana | 1:3 | México |  |  |

| ? | Canadá | 1:1 | Cuba |  |  |

| ? | Guyana | 1:4 | Trinidad y Tobago |  |  |

| 3 de noviembre de 1996 | Cuba | 9:3 | México |  |  |

| ? | Canadá | 6:0 | Trinidad y Tobago |  |  |

| ? | Cuba | 15:1 | Guyana |  |  |

| 5 de noviembre de 1996 | México | 3:3 | Trinidad y Tobago |  |  |

| ? | Canadá | 9:1 | Guyana |  |  |

### Noveno Puesto
| ? | Estados Unidos | 8:1 | Guyana |  |  |

### 5 al 8 Puesto
| ? | Barbados | 2:3 | Trinidad y Tobago |  |  |

| 7 de noviembre de 1996 | México | 3:2 | Venezuela |  |  |

### Séptimo Puesto
| ? | Barbados | 2:1 | Venezuela |  |  |

### Quinto Puesto
| 8 de | México | 3:2 | Trinidad y Tobago |  |  |

## Fase final

### Semifinal
| ? | Argentina | 7:2 | Canadá |  |  |

| ? | Cuba | 8:2 | Chile |  |  |

### Tercer Puesto
| ? | Canadá | 8:1 | Chile |  |  |

### Final
| ? | Argentina | 2:1 | Cuba |  |  |

| Bandera de Argentina |
| Campeón Argentina    |

## Posiciones
| Posición | Equipo            |
| -------- | ----------------- |
| 1        | Argentina         |
| 2        | Cuba              |
| 3        | Canadá            |
| 4        | Chile             |
| 5        | México            |
| 6        | Trinidad y Tobago |
| 7        | Barbados          |
| 8        | Venezuela         |
| 9        | Estados Unidos    |
| 10       | Guyana            |

## Goleadores
| Jugador         | Equipo    | Goles |
| --------------- | --------- | ----- |
| H.G Gómez       | Cuba      | 21    |
| S.Capurro       | Argentina | 18    |
| Robin D'Abreo   | Canadá    | 11    |
| J.E. Chávez     | México    | 8     |
| J. Damamo       | Argentina | 7     |
| L.F. Ravinet    | Chile     | 7     |
| J.T. Cruz       | Cuba      | 6     |
| Wayne Fernandes | Canadá    | 6     |